# Iglesia Hillsong

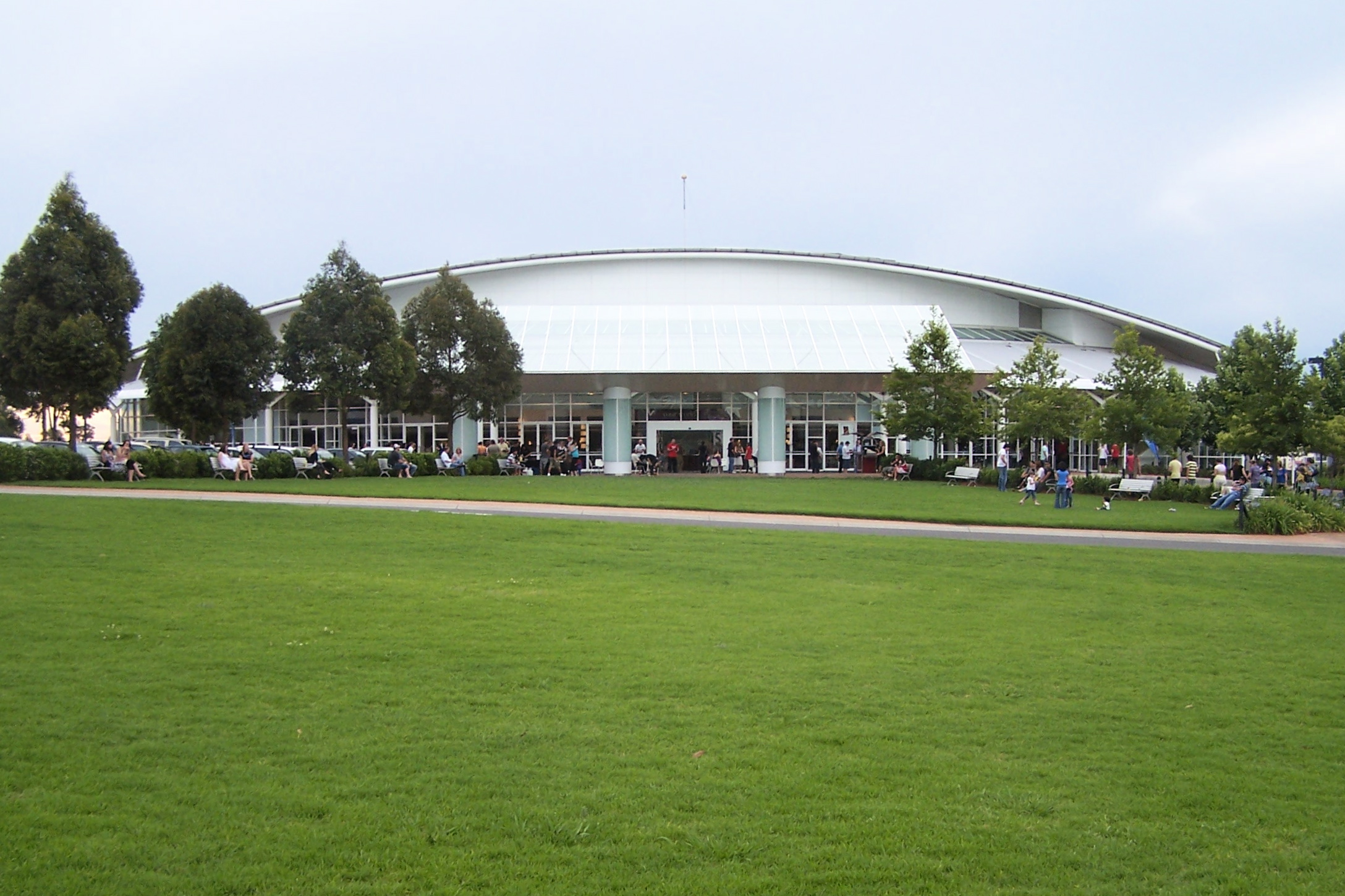
Iglesia Hillsong en Sídney, Australia.

La Iglesia Hillsong (en inglés: Hillsong Church), conocida originalmente como Hills Christian Life Center (Centro de Vida Cristiano Las Colinas), es una asociación cristiana internacional de iglesias evangélica carismática, anteriormente afiliada a la sucursal australiana de las Asambleas de Dios. Es reconocida en el ámbito internacional por su desarrollo en las décadas de 2000, 2010 y 2020 como megaiglesia en Australia, Estados Unidos, y otros países donde opera, y muy especialmente por sus desarrollos y contribuciones en el ámbito de la música gospel contemporánea (Hillsong Worship, Hillsong United y Hillsong Young & Free), y su sello discográfico Hillsong Music Australia, cuyas canciones han sido traducidas y reinterpretadas en muchas iglesias de carácter evangélico y reformado alrededor del mundo. 
Hillsong y su música han tenido un gran éxito a nivel mundial, con su presencia descrita como una marca corporativa de carácter transnacional, pero una serie de escándalos y críticas de exmiembros de la organización han afectado negativamente su imagen en los últimos años. En marzo de 2022, Houston renunció como pastor principal global después de que una investigación interna descubriera que había violado el código de conducta moral de la iglesia para pastores al participar en un comportamiento inapropiado con mujeres en dos ocasiones en la década de 2010. Phil y Lucinda Dooley, quienes habían estado ejerciendo en el cargo desde enero de 2022 en calidad de regentes, asumieron el cargo de pastor global principal.

## Historia

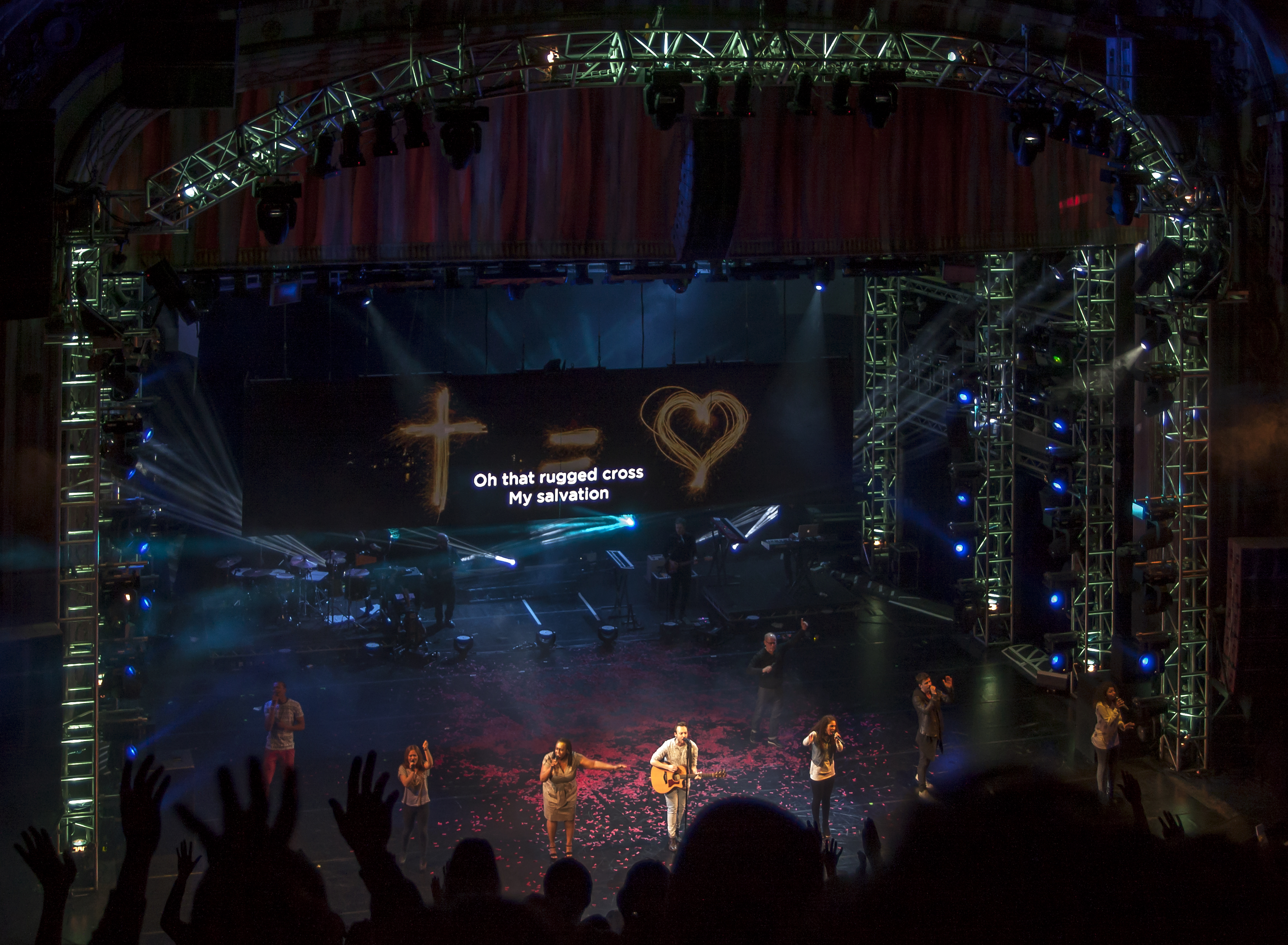
Servicio en Hillsong Church Londres, Inglaterra.

La iglesia -originalmente una congregación afiliada a la sucursal australiana de las Asambleas de Dios- fue fundada por el pastor neozelandés Brian Houston (hijo de un pastor de las Asambleas de Dios) y su esposa Bobbie en agosto de 1983, después de instalarse en Sídney (Australia) en 1978.
La iglesia fue llamada Hills Christian Life Center ("Centro de vida cristiana de la colina" en español). Con la creciente popularidad de sus canciones, especialmente a nivel internacional, con la etiqueta "Hillsong" (canto de la colina) por Integrity Music en los EE. UU., Reino Unido y el resto del mundo, la iglesia cambió definitivamente su nombre por el de "Hillsong" en 1999.
El primer centro de convenciones de la Iglesia Hillsong, con 3500 asientos, fue inaugurado por John Howard, primer ministro de Australia, en octubre del 2002.

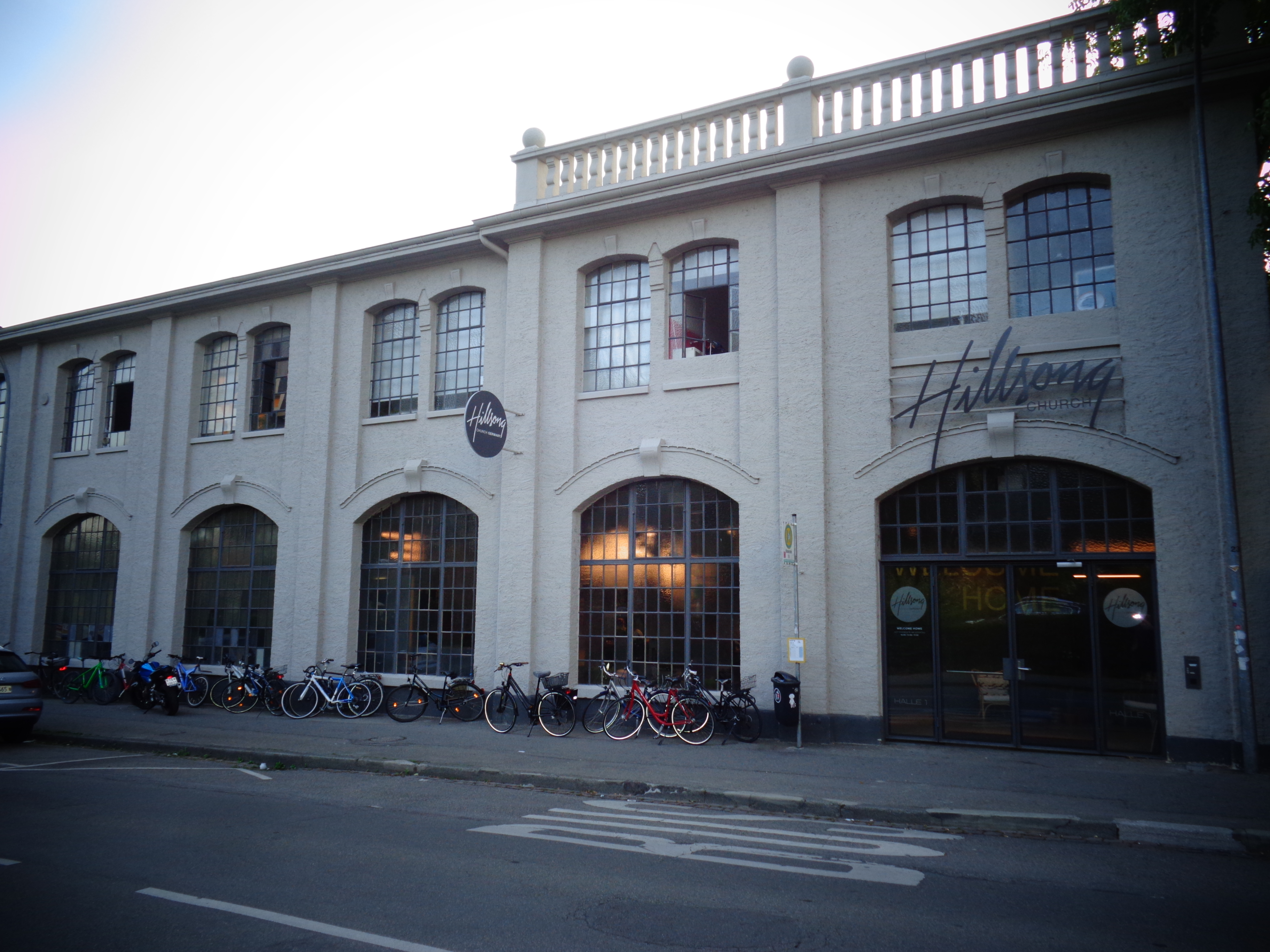
Iglesia de Hillsong Constanza, Alemania.

En septiembre de 2018, Hillsong se separó formalmente de la sucursal australiana de las Asambleas de Dios  para convertirse en una confesión autónoma, identificándose más como una iglesia evangélica global y carismática.
En 2018, tenía 80 iglesias.
Houston renuncia a la junta de la iglesia en septiembre de 2021 por acusaciones de "encubrir delitos sexuales contra menores". En enero de 2022, Houston anunció que dejaría temporalmente el liderazgo de la iglesia por este motivo y presentó a los nuevos líderes Phil y Lucinda Dooley.  Luego, en marzo de 2022, tras revelarse denuncias de mala conducta por parte de dos mujeres, abandonó definitivamente el liderazgo de la Iglesia. Dos semanas después de este escándalo, 9 de las 16 iglesias Hillsong en los Estados Unidos anunciaron su decisión de abandonar la red global de Hillsong.

## Estadísticas
Según un censo de la asociación de iglesias en 2024, tendría iglesias en Australia y  en 27 países.

## Gobernanza
La iglesia está administrada por la Junta Global de la Iglesia Hillsong y un cuerpo gobernante de ancianos conocido como La Hermandad de la Iglesia Hillsong, encabezado por los pastores Phil y Lucinda Dooley desde 2022. Los ancianos dirigen espiritualmente la iglesia, mientras que la junta directiva gestiona la administración corporativa, designada por un año, con períodos renovables.
Los fundadores, Brian y Bobbie Houston, han sido históricamente los pastores principales globales de la Iglesia Hillsong.
El 31 de enero de 2022 se anunció formalmente que Phil y Lucinda Dooley, pastores de la iglesia sudafricana, serían pastores principales globales en funciones en ausencia de Houston hasta finales de 2022, después de que Brian Houston dimitiera tras ser imputado debido a un caso judicial relacionado con presuntos delitos de encubrimiento de abusos sexuales cometidos por Frank Houston, padre del fundador del movimiento, delitos previamente denunciados durante las sesiones de la Real Comisión Australiana sobre abuso sexual eclesiástico.
Brian Houston también fue presidente de la junta, hasta su renuncia a este cargo en septiembre de 2021. En febrero de 2022 aún no se ha anunciado el presidente sustituto. George Aghajanian es Gerente General, así como director de la Iglesia Hillsong Australia y sus entidades internacionales.
En marzo de 2022, Brian Houston, líder histórico del movimiento, renunció a la junta directiva de la Iglesia Hillsong y a su función como pastor principal global  debido a situaciones de abuso eclesiástico y delitos sexuales actualmente en litigio.

## Conferencias de la Iglesia Hillsong
Una de las actividades características de la Iglesia Hillsong son sus conferencias: grandes eventos parecidos a las "campañas evangélicas" del avivamiento evangelista estadounidense, pero con especial énfasis en la calidad del espectáculo. Existen:
- La Hillsong Conference, evento anual que en julio de 2005 reunió alrededor de 30.000 personas en el Acer Arena del Parque Olímpico de Sídney y 35.000 el 2006, contando representantes de otras 21 confesiones cristianas de 71 países.[32]
- La Colour Your World Conference, evento destinado especialmente a mujeres.
- La  Hillsong Men's Conference, conferencia destinada a los varones.
- La Hillsong United Youth, últimamente llamado "Encounter", y que es destinado a los jóvenes.[33]

El concepto lúdico y la estética de los servicios religiosos de Hillsong parecen haber sido concebidos para atraer a un público joven y cool (en The New York Times, Vanessa Hudgens los comparó con un concierto de la banda Arcade Fire). Además de en iglesias, se celebran en recintos musicales tan conocidos como el neoyorquino Hammerstein Ballroom. Las canciones son parte central de la experiencia: hay una banda que toca en directo, espectáculos de luces y se proyectan las letras de las canciones para que todos las canten a voz en cuello. Los sermones de sus predicadores están salpicados de humor y anécdotas con las que es fácil identificarse. El look de los asistentes podría alimentar cualquier web de street style. Sus feligreses dejan críticas en Yelp. Y han desarrollado un canal digital y una app, Hillsong Give, con la que se puede pagar el diezmo con tarjeta o PayPal.

## Creencias
Hasta 2018, la Iglesia Hillsong estuvo afiliado a Australian Christian Churches (las Asambleas de Dios en Australia), que pertenece a la tradición pentecostal del cristianismo. Las creencias de la iglesia son evangélicas y carismáticas, ya que mantienen a la Biblia como la verdad y autoritaria en asuntos de fe. Ellos creen que Jesucristo es Dios encarnado, y el único Hijo engendrado del Padre, quien reconcilió a la humanidad con Dios a través de su muerte y resurrección. La iglesia cree que el perdón de los pecados y que ser parte de la familia de Dios solo se puede lograr a través del arrepentimiento del creyente respecto a las malas acciones cometidas, creyendo en Jesús como su Señor y Salvador. Creen que para vivir una vida cristiana fructífera, una persona debe, entre otras cosas, buscar el bautismo en el Espíritu Santo y que el Espíritu Santo permite el uso de dones espirituales, que incluyen, y no se limitan a, hablar en lenguas.
Su doctrina se basa en una interpretación literal en la Biblia, que consideran “veraz, autoritativa y aplicable a nuestra vida diaria”. Defienden el diezmo (aunque aseguran que no lo imponen) y creen en el poder del Espíritu Santo para que las personas se doten de dones divinos como la glosolalia (capacidad sobrenatural de hablar lenguas que se desconocen).

## Música

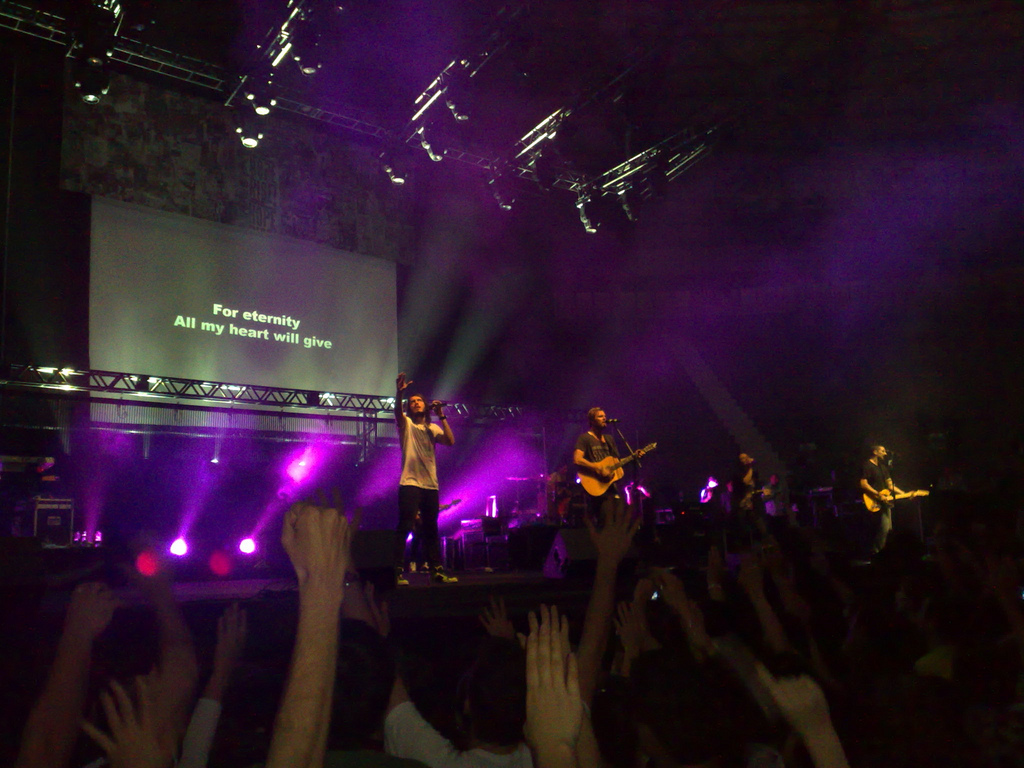
Concierto de Hillsong United en 2009.

La música de adoración de Hillsong ha sido ampliamente influyente no solo en las iglesias pentecostales, sino más ampliamente en las iglesias evangélicas en general. Por su formato, muchas de las "expresiones de adoración" de Hillsong se han incorporado a los servicios evangélicos habituales, incluidas las manos alzadas, las expresiones verbales y el baile.
En el año 2014, Hillsong Music Australia había producido más de 63 álbumes desde 1988 y había vendido más de 14 millones de estos.
En septiembre de 2012, Hillsong produjo The Global Project, una colección de sus canciones más populares lanzadas en nueve idiomas diferentes, incluyendo español, portugués, coreano, mandarín, indonesio, alemán, francés, sueco y ruso.

## Controversias
La Iglesia Hillsong ha sido criticada por diversas corrientes de la opinión pública, especialmente en Australia, Estados Unidos y algunos países de Europa, entre ellos, políticos, medios de comunicación, organizaciones de la sociedad civil, líderes de diversas corrientes cristianas y exmiembros de la organización como Tanya Levin. Las críticas han incluido la gestión de las finanzas de Hillsong, sus vínculos con organizaciones de extrema derecha y otras de carácter extremista, sus vínculos con celebridades conocidas, sus actitudes hacia la población LGBTIQ+ y su trato a los críticos y desertores de la organización, así como el encubrimiento de casos de abuso sexual y los escándalos que involucran a Brian Houston y otros líderes prominentes de la iglesia.

### Críticas de exmiembros de la Iglesia Hillsong
La actitud de Hillsong hacia sus disidentes y desertores fue retratada en detalle por una exmiembro, Tanya Levin, en su libro People in Glass Houses: An Insider's Story of a Life In and Out of Hillsong. Las críticas específicas abarcaron tanto la gobernanza autoritaria de la iglesia, la falta de responsabilidad financiera, la resistencia y oposición al libre pensamiento y al derecho a la vida privada, las estrictas enseñanzas fundamentalistas y la falta de compasión. En una entrevista con Andrew Denton, Levin habló más sobre su experiencia con Hillsong, que describió como "cristianismo tóxico". En 2020, exmiembros de la iglesia acusaron a la iglesia de explotar a los voluntarios debido al exceso de trabajo, la falta de reconocimiento y la interferencia en la vida privada de sus miembros. La Iglesia Hillsong respondió que en 2018 se había iniciado una investigación interna después de recibir una denuncia y que se había creado un equipo global de recursos humanos, así como un código de conducta ético para guiar el trabajo voluntario y una dirección de correo electrónico para facilitar las denuncias.

### Casos de abuso sexual eclesiástico
A principios de 2021, Vanity Fair, Christian Post y News.com.au informaron que una estudiante de Hillsong Leadership College llamada Anna Crenshaw había sido agredida indecentemente por un administrador casado de Hillsong llamado Jason Mays, hijo del director de recursos humanos de la iglesia. En enero de 2020, Mays se declaró culpable de agresión al pudor y recibió dos años de libertad condicional y asesoramiento obligatorio. Aunque Mays recibió una prohibición del ministerio por 12 meses, posteriormente fue reintegrado a su función ministerial y se ofreció como voluntario para cantar en los servicios de adoración. Crenshaw criticó al liderazgo de Hillsong por restar importancia al incidente y no responsabilizar a Mays por sus acciones. Posteriormente, Brian Houston se disculpó por su Tuit cuestionando la versión de los hechos de Crenshaw. Ese mismo mes, varios estudiantes de Hillsong Leadership College escribieron una carta criticando a los líderes de la iglesia por permitir que Mays permaneciera en el personal a pesar de su condena por agresión indecente. En septiembre de 2021, la edición australiana del programa 60 Minutes transmitió un segmento llamado "Hillsong Hell" con Crenshaw y una segunda mujer conocida como "Katherine", quien alegó que había sido violada por un miembro de la iglesia en las instalaciones de la iglesia en 2018. Ambas mujeres alegaron que Hillsong había ignoró sus quejas y trató de restar importancia a los incidentes. Según la edición australiana de 60 Minutes, Hillsong se ve a sí misma como la víctima cuando es criticada y se preocupa más por protegerse que por investigar las acusaciones, señalando que Mays se había declarado culpable de agredir a Crenshaw pero conservaba su trabajo en Hillsong. Posteriormente, Brian Houston publicó un mensaje en Twitter cuestionando la versión de Crenshaw de los hechos y también concedió una entrevista a la revista Eternity retratando a la iglesia como víctima de las acusaciones.
En marzo de 2022, Brian Houston renunció a su puesto como pastor principal global después de que comenzara una investigación interna sobre su mala conducta. Se informó que tanto en 2013 como en 2019 había tenido comportamientos inapropiados con mujeres relacionadas con la iglesia. El pastor de Hillsong Dallas, Reed Bogard, renunció en enero de 2021, dos semanas antes de que una investigación interna descubriera que había sido acusado de violar a una colega menor mientras servía en Hillsong en la ciudad de Nueva York. Según el informe, Bogard, casado, había tenido una aventura con su colega entre 2013 y 2014, y Hillsong Australia estaba al tanto de la aventura en la segunda mitad de 2014, pero se negó a tomar medidas. Hillsong suspendió el campus de Dallas en abril de 2021 tras la renuncia de Bogard. El 24 de marzo de 2022, Sam Collier, el pastor principal de Hillsong Atlanta, establecida menos de un año antes, renunció, citando los escándalos y acusaciones en curso contra figuras importantes de la iglesia de Hillsong. Collier fue el primer pastor afroamericano en dirigir una iglesia Hillsong. Anunció planes para establecer su propia iglesia. A finales de marzo de 2022, el pastor principal de Hillsong Phoenix, Terry Crist, anunció que su iglesia abandonaría la red global de Hillsong, citando una pérdida de confianza en el liderazgo de la Junta Global de Hillsong tras la renuncia del fundador Houston. Al 6 de abril de 2022, nueve ramas de Hillsong en los EE. UU. se habían separado de la iglesia debido a las revelaciones sobre Houston. El 10 de mayo de 2023, la hija de Houston, Laura Toggs, y su esposo Peter Toganivalu, fundadores y pastores globales del grupo de ministerio juvenil Hillsong Young & Free, anunciaron que dejarían de ser formalmente miembros de la Iglesia Hillsong, citando que fueron llamados por Dios a otro lugar.

### Gestión financiera e inmobiliaria
En 2015, Hillsong Church también fue criticada por su solidez financiera, ya que generó más de $ 80 millones en Australia y $ 100 millones a nivel internacional en 2015.
En Australia, se han dirigido críticas a Hillsong con respecto a sus finanzas, en particular su uso de subvenciones gubernamentales cuando, según se informa, ganó 40 millones de dólares australianos en 2004, y 50 millones de dólares australianos en 2010.
En 2005, la Iglesia Hillsong fue acusada de gastar la mayor parte del dinero que recibió a través de subvenciones gubernamentales en programas para ayudar a la Asociación de la Comunidad Aborigen de Riverstone (RACA) en los salarios de su propio personal. El gobierno federal australiano reconoció que se habían utilizado 80.000 dólares australianos del dinero de la subvención para pagar a la directora ejecutiva de Hillsong Emerge, Leigh Coleman, que sólo participó indirectamente en los programas. Un programa, diseñado para otorgar micropréstamos a australianos indígenas, pagó 315.000 dólares australianos al personal de Hillsong en el transcurso de un año, aunque sólo concedió seis préstamos por un promedio de 2.856 dólares australianos cada uno durante ese tiempo. La solicitud de la Iglesia Hillsong para la subvención incluía a la RACA como cofinanciador, aunque la RACA negó haber ofrecido alguna vez financiación, diciendo que nunca estuvieron en condiciones de hacerlo. En 2006, la Iglesia Hillsong fue despojada de 414.000 dólares australianos de la subvención por haber falsificado el respaldo indígena necesario para obtenerla. La Iglesia Hillsong también fue acusado de ofrecer a la RACA 280.000 dólares australianos para silenciar sus quejas sobre el asunto, lo cual rechazaron; un portavoz de Hillsong afirmó que la oferta de dinero "no era un intento de silenciar a RACA sino de resolver amistosamente el problema". Las presiones para crear una comisión sobre la materia en Australia han surgido de afirmaciones de que organizaciones religiosas como Hillsong evaden impuestos pagando a su personal beneficios complementarios exentos de impuestos. En 2010, The Sunday Telegraph informó que la familia Houston disfrutaba de un estilo de vida lujoso, casi totalmente libre de impuestos, incluidos vehículos y cuentas de gastos.
A principios de 2023, se anunció que 153 miembros del personal aceptaron despidos voluntarios en 2022, un método de reducción de costos que, según se informa, ahorrará a la iglesia cerca de $10 millones. Las medidas se tomaron tras las acusaciones de que la iglesia había estado gastando dinero de manera extravagante y participando en fraude. La medida va acompañada de una revisión independiente de la estructura financiera de la iglesia.
Un informe de investigación exhibido en la televisión pública australiana el 6 de abril de 2022 reveló que la Iglesia Hillsong había adquirido muchas propiedades que habían estado ocultas detrás de una red de entidades en todo el mundo. Lo había hecho en parte asumiendo el control financiero sobre otras iglesias, comenzando con Garden City Church en 2009, que luego transfirió más de 12 propiedades en Brisbane a una de las organizaciones benéficas de Hillsong, sin transferencia de dinero. También tomó el control de las finanzas de al menos una iglesia en Sídney, que desde entonces se separó. Se hizo cargo de la sucursal de la Iglesia Hillsong en Kiev en 2014, obligando a sus entonces pastores a entregar sus activos y abandonar la iglesia. Un investigador de la Trinity Foundation en Dallas descubrió que la Iglesia Hillsong poseía al menos tres condominios en la ciudad de Nueva York, una casa de 3,5 millones de dólares en California y 31 propiedades en Arizona, cuyo valor se esperaba que ascendiera a 40 millones de dólares en 2023. Sus estructuras corporativas y financieras significan que la iglesia está protegida contra litigios que exigen grandes pagos a los demandantes.

### Discriminación a la población LGBTIQ+, oposición a los derechos reproductivos y otras controversias
En 2015, la Iglesia de Nueva York destituyó al líder del coro de su cargo por ser gay. Brian Houston dijo que los gais eran bienvenidos en la iglesia, pero que no podían asumir un papel de liderazgo.
La iglesia Hillsong ha sido además criticada por su participación en Mercy Ministries, una organización no gubernamental de extrema derecha con una ideología opositora hacia los derechos de la población LGBTIQ+ y a las legislaciones acerca de los derechos reproductivos. La Iglesia Hillsong respondió elogiando el trabajo de Mercy Ministries y afirmando que "no estamos involucrados en los aspectos operativos de la organización". Voceros de la iglesia también dijeron: "Hemos escuchado muchos testimonios maravillosos sobre cómo la obra de misericordia ha ayudado a las vidas de mujeres jóvenes que enfrentan situaciones a menudo debilitantes y que controlan sus vidas. Algunas incluso dirían que Mercy Ministries les ha salvado la vida". La ONG Mercy Ministries en Australia se cerró el 31 de octubre de 2009, antes de lo cual la Iglesia Hillsong se había distanciado de la organización a pesar de haberla financiado anteriormente y dotado de personal..
Gary Clarke, entonces pastor de la Iglesia Hillsong en Londres, fue criticado por negarse a comentar sobre el asesinato de George Floyd en los Estados Unidos, habiendo dicho el 30 de mayo de 2020: "Para mí estar criticando como pastor sobre algo que está sucediendo en otro país, no estoy realmente seguro de que eso vaya a ayudar a nadie". Tanto Clarke como Houston se disculparon posteriormente por los comentarios y, a principios de 2021, Clarke y su esposa Cathy fueron trasladados a un papel de liderazgo internacional. A principios de junio de 2020, la Iglesia Hillsong salió en apoyo del movimiento Black Lives Matter en los Estados Unidos, con Brian Houston afirmando que están "comprometidos como Iglesia a desempeñar nuestro papel para ver el racismo erradicado ... Hasta que eso se convierta en realidad, seguiremos diciendo que las vidas negras importan".
En 2018, el pastor Carl Lentz de Hillsong Church Nueva York fue criticado por los medios de comunicación por traer a un primer plano a adoradores que son celebridades jóvenes influyentes, como Selena Gomez, Justin Bieber y Kevin Durant. Él respondió que la Iglesia Hillsong estaba abierto a todos, incluidas las celebridades que a menudo están aisladas y también tienen necesidades espirituales.

## Influencia política
La Iglesia Hillsong ha atraído el apoyo de políticos de alto perfil, especialmente del Partido Liberal de Australia. En 1998, Brian Houston se reunió con el entonces primer ministro de Australia, John Howard, y la mayoría de su gabinete, en la Casa del Parlamento en Canberra antes de compartir oraciones. En 2002, John Howard abrió el Centro de Convenciones Hillsong en la ubicación de Baulkham Hills.